# 李春生
李春生（1838年1月12日—1924年10月5日），男，福建泉州府同安縣廈門人，台灣實業家、哲學家，臺北大稻埕仕商，既是以茶葉貿易致富的豪商，也是臺灣基督長老教會的奠基者，著有《天演論書後》、《東西哲衡》、《哲衡續集》、《宗教五德備考》、《耶穌教聖讖闡釋備考》、《聖經闡要講義》等，闡揚基督新教長老宗教義，力圖駁斥天演論進化論，被譽為「臺灣茶葉之父」、「臺灣第一位思想家」。

## 生平
李春生出生於清道光18年12月17日（西曆1838年1月12日）福建泉州府同安縣廈門。父親李德聲以擺渡維生，母林氏，有姊一人、兄三人，排行么兒。因家貧自幼失學，常與長姊同為父工作間送飯，也與鄰童沿街叫賣水果。約莫十四、五歲時（咸豐元年，1851年）隨父於福建廈門竹樹腳禮拜堂受洗，開始學習英文及漢文典籍，逐為成華洋之間的溝通橋樑。1857 年任職廈門英商怡記洋行（Elles & Co.），從事洋貨茶葉貿易，此後一度自行創業「四達商行」，然 1864 年（同治元年）太平軍攻打漳州，使得廈門商業停頓，隨後李春生受怡記Elles氏推薦給蘇格蘭茶商約翰·陶德，轉到其創設的淡水寶順洋行（Dent & Co.）擔任買辦與和記洋行經理，同時也經營「三達石油公司」煤油生意。
《臺灣通史》〈貨殖列傳〉將李春生與陳福謙、黃南球並列 ，《臺灣省通志稿》卷七〈人物志‧歷代人物篇〉中〈貨殖〉 一節亦為之列傳 。
李春生也熱衷參與政務。1874 年牡丹社事件爆發時曾投書香港《中外新報》撰寫〈臺事〉七篇議論國事，建議與日本議和、並加強防務。隔年 2 月則始擔任清廷的洋藥釐紀念總局監察委員、臺灣茶葉顧問等職務。1878 年（光緒 4 年）受臺北知府陳星聚任命為臺北城建築委員，與板橋林本源家的林維源共同督造，四年後臺北城竣工受巡撫丁日昌薦舉五品同知銜加賞戴藍翎，而後福建臺灣巡撫劉銘傳勸請李春生與林維源於大稻埕築千秋街與建昌街，鼓勵外商投資。1890年福建臺灣省設蠶桑局，林維源任局長、李春生則任副局長，於觀音山麓種植桑樹。隔年蠶桑局因劉銘傳內調而廢止，李春生則因功加同知銜，賞賜花翎。李春生也與林維源合組了「建昌行號」。除了擔任「築城委員」外，曾擔任過「土地清丈委員」及臺灣鐵道「敷設委員」，對臺灣鐵路建設也有貢獻。

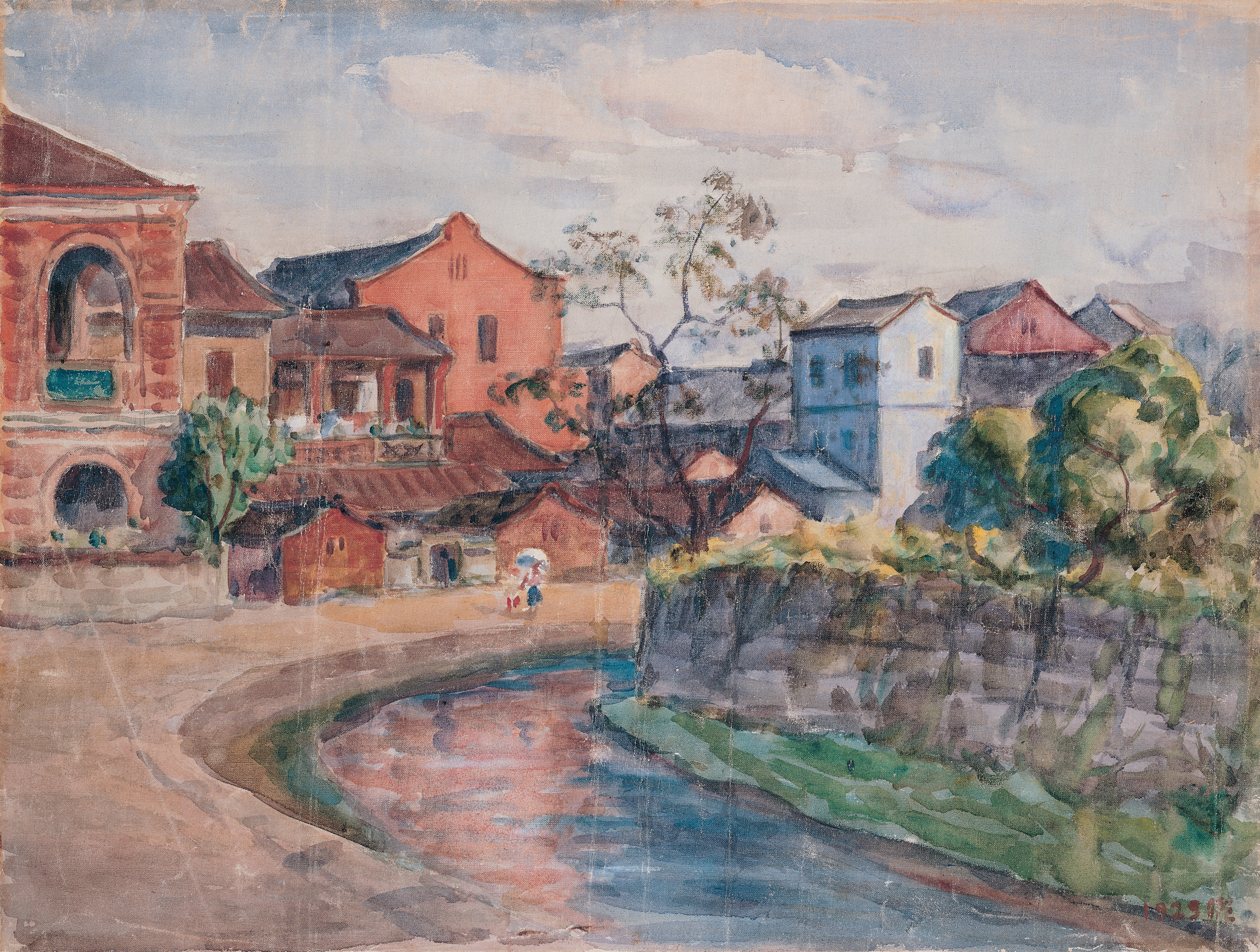
台北李春生紀念館/ 倪蔣懷/ 1929/ 水彩/ 台北市立美術館典藏

1894年爆發甲午戰爭，1895年4月17日清日簽訂馬關條約，臺灣被割讓；5月29日，日軍依照條約前來接收，臺灣民主國與日軍爆發乙未戰爭，6月2日，清方與日方完成台灣交接，6月2日，日軍攻下基隆，臺灣民主國兵敗如山倒，敗兵次日退入臺北並在臺北城內劫掠，騷亂不絕。李春生等仕紳協議，派商人代表辜顯榮單獨前往基隆，並透過美國記者禮密臣（J. W. Davidson）、英商托姆遜（Thompson）、德商奧利（Ohly）前往基隆請日軍進駐維持秩序，6月11日，日軍進入臺北，方使秩序安定。
8月，李春生向總督府申請各地設「保良局」，李春生擔任設於大稻埕的保良總局會辦。事後李春生因辦理保良局及協助維護臺北城治安有功，臺灣總督府乃上報日本內閣賞勳局同意表揚，隔年（1896年，明治 29 年）2月3日李春生以外國人身分獲頒勳六等旭日章，與禮密臣隨總督樺山資紀赴日考察，寫下《東遊六十四日隨筆》。1900 年，孫文曾訪臺，希望總督兒玉源太郎支持革命，未果。期間孫文皆由李春生接待。
李春生篤信耶穌基督，曾藉由約翰·陶德結識當時在臺灣傳教的馬偕博士，並且積極協助其傳教。1884年清法戰爭爆發時多處教堂受鄉民搗毀，爾後重建則由李春生等人士興地出資。臺北市長老教會如濟南基督長老教會、李春生紀念基督長老教會、大稻埕長老教會等皆有李春生家族貢獻。晚年李春生貢獻基督教，竭力宣揚教義，1901 年（明治 35 年）擔任大稻埕長老教會長老，並不斷著述闡揚基督教，有冊《東西哲衡》、《哲衡續編》、《民教冤獄解》、《民教冤獄解續編補遺》、《宗教五德備考》、《聖經闡要講義》、《天演論書後》等，後世學人譽為「臺灣第一位思想家」。1924 年 10 月 5 日（舊曆9月7日）逝世，享年88歲。墓葬於大龍峒營盤之原（圓山附近），後因都市發展之故，遷葬於今新北市樹林區。

## 理論與主張

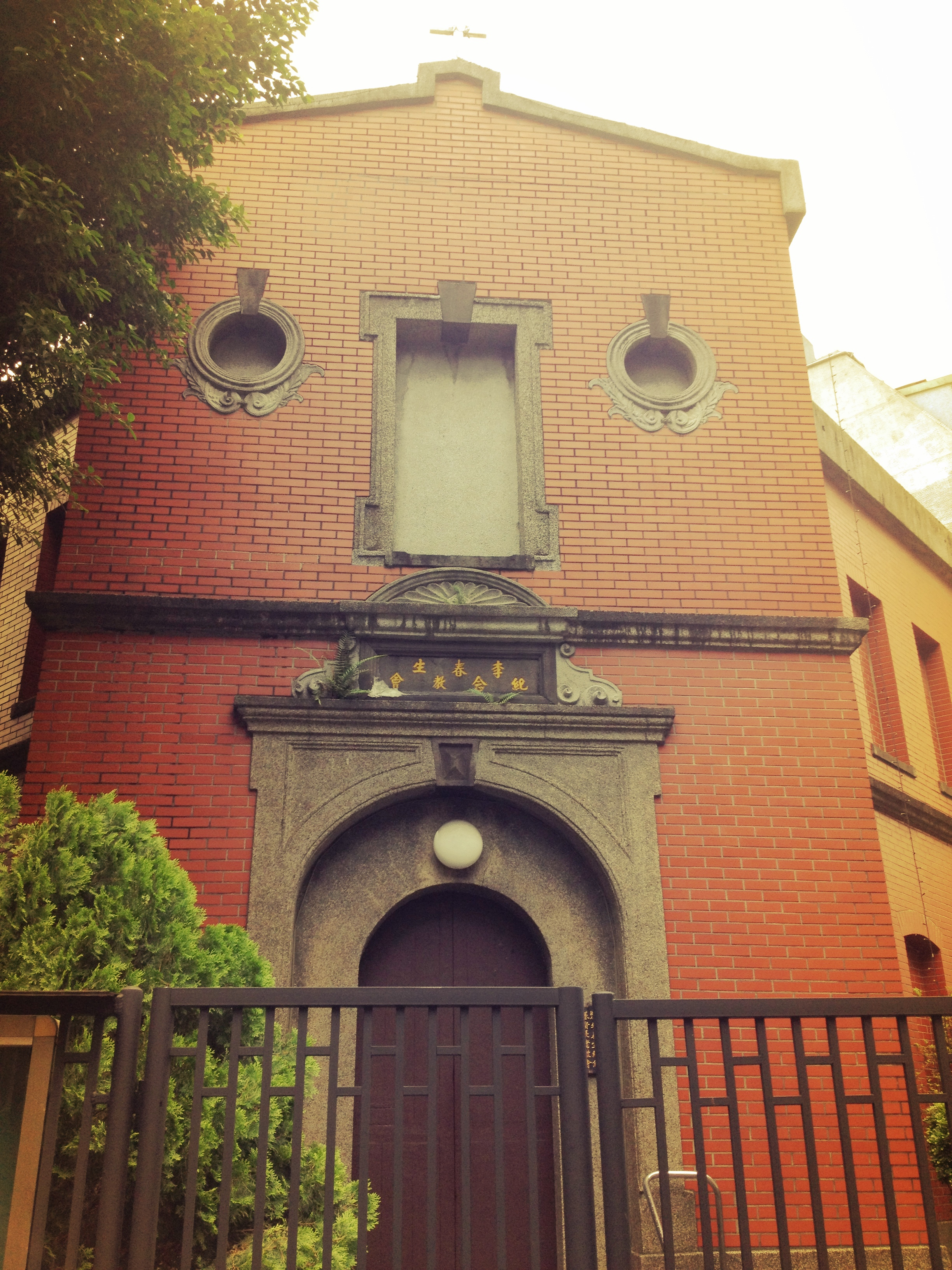
李春生紀念教堂

曾天從所編撰的《臺灣省通志稿》卷六〈學藝志‧哲學篇〉：「至於其根本論值，則似有一貫精神透澈於其間者。基督教之宗教道德精神是也。」而中西牛郎也曾為其小傳定調李春生的思想體系以基督宗教為其中心。 李春生獨尊基督新教，對天主教、東正教及伊斯蘭教則抱持否定態度，就傳統中國思想則肯定儒家、排斥釋教、道家學說，對近代時興的天演論、民主思想、共產思想也有所批判。李春生信仰基督新教，奉「天道」為其思想體系之核心，而就其晚年撰寫〈孟子與墨子之較量〉也肯定墨子「兼愛」的和平觀念 ，可窺視其中心思想。

### 對天演論、民主、共產思想的批判
李春生對時興的西方思想幾近採取批判的態度，一方面出自於其基督宗教擁護的立場，一方面則是他對天演論、民主、共產思想的理解來自於嚴復所譯赫胥黎《天演論》、穆勒《群己權界論》添加社會達爾文主義色彩的內容。李春生站在基督宗教立場上，以上帝為天道說，駁斥天演論的現代科學觀外，更指出此物競天擇學說會導致天道大同的淪喪。

### 褒孔儒而貶釋道
李春生褒孔教而貶釋道，在於他認為孔子有天道的信仰，並且引用《論語》、《中庸》等著述論證其立場，也因釋道偶像崇拜違逆天道而斥絕。李春生認為，孔子後繼的儒家學人捨棄天道思想，使得黨同伐異層出不窮，釋道二教趁虛而入。他引述《詩經》、《尚書》等，說明儒家早期承襲中國神道設教，其道德觀是以基督宗教為基礎，然而在孔子刪《詩經》、《尚書》、秦朝焚書、後儒誤讀而揚人性棄天道超越性的說法後，而偏離大同為一的天道論 。

## 著作列表

### 著作[9][10]

#### 全冊
李春生（著），李明輝、黃俊傑、黎漢基（編），2004，《李春生著作集》。臺北：南天。
- 冊1 《東西哲衡‧哲衡續編》。
- 冊2 《主津新集》。
- 冊3 《民教冤獄解‧民教冤獄解續編補遺‧宗教五德備考‧聖經闡要講義》。
- 冊4 《東遊六十四日隨筆‧天演論書後》。
- 附冊 《李公小傳‧傳記資料‧相關大事年表》。

#### 著書
- 1894《主津新集》。臺灣：日日新報（收入《李春生著作集》，冊2）。
- 1896《東遊六十四日隨筆》。福州：美華書局（收入《李春生著作集》，冊4；黃哲永、吳福助（編），2007，《全臺文．六十五》。臺中：文聽閣）。
- 1898《主津後集》。臺灣：日日新報（失迭）。
- 1903《民教冤獄解》福州：美華書局（收入《李春生著作集》，冊3）。
- 1903《民教冤獄解續編》。福州：美華書局（失迭）。
- 1906《民教冤獄解續編補遺》。福州：美華書局（收入《李春生著作集》，冊3）。
- 1906《耶穌教聖讖闡釋備考》。福州：美華書局（失迭）。
- 1907《天演論書後》。福州：美華書局（收入《李春生著作集》，冊4）。
- 1908《東西哲衡》。福州：美華書局（收入《李春生著作集》，冊１）。
- 1908《東西哲衡 續編》。福州：美華書局（收入《李春生著作集》，冊1）。
- 1910《宗教五德備考》。福州：美華書局（收入《李春生著作集》，冊3）。
- 1911《哲衡續編》。福州：美華書局（收入《李春生著作集》，冊1）。
- 1914《聖經闡要講義》。臺灣：日日新報（收入《李春生著作集》，冊3）。

#### 篇章論文
- 1897〈榮辱關係論〉，《中西教會報》，卷3期30，頁9-10。
- 1907〈天演論書後序〉，《通問報：耶穌教家庭新聞》，期281，頁1-2。
- 1914〈經題講義 聖經闡要講義〉，《通問報：耶穌教家庭新聞》，期589，頁11。
- 1914〈聖經闡要講義（續五百八十九回本報）〉，《通問報：耶穌教家庭新聞》，期591，頁7。
- 1914〈經題講義 聖經闡要講義（續）〉，《通問報：耶穌教家庭新聞》，期592，頁8。
- 1923〈孟子與墨子之較量〉，《臺灣日日新報》，版8 [大正12年1月27日]（收入《李春生著作集》，附冊，頁1-3）。

### 二手文獻

#### 著書
- 中西牛郎，1908，《泰東哲學家李公小傳》。臺北：日日新報（1978李超然印，收入《李春生著作集》，附冊，頁13-203）。
- 中西牛郎（著），樟栽仔（編），1991，《李春生：臺灣現代化的耕耘者》。臺北：李超然印。
- 李明輝，1995，《李春生的思想與時代》。臺北：正中。
- 李明輝（編），2011，《近代東亞變局中的李春生》。臺北：臺灣大學出版中心。
- 李黃臏，1997，《臺灣第一思想家：李春生》。桃園：聖環圖書。
- 陳俊宏（編），1990，《長春源流：李春生與一八六五年以來的臺灣》。臺北：南海圖書。
- 陳俊宏（編），1997，《李春生與禮密臣的一段軼事》。臺北：臺北市文獻委員會。
- 陳俊宏（編），2002，《李春生的思想與日本觀感》。臺北：南天。
- 鍾啓悟（編），1985，《李春生紀念基督長老教會設教五十週年紀念冊：主後1935.5.5-1985.5.5》。臺北：李春生紀念基督長老教會。

#### 論文
- 方孝謙，2000，〈英雄與土匪：日本據臺初期的敍事認同〉，《臺灣社會研究》，期37，頁119-161。
- 王世永、黃盧煌，2013，〈淡水河、基隆河交會處的諾亞方舟─李鏡智牧師與臺北市三角埔教會〉，《博雅教育學報》，期11，頁67-90。
- 王嘉弘，2007，〈從李春生對進化主義的反駁看其在近代思想史的定位〉，《東海中文學報》，期19，頁269-284。
- 古偉瀛，1995，〈從棄地遺民到日籍華人─試論李春生的日本經驗〉，《李春生的思想與時代》，頁166-214。臺北：正中（收入《李春生著作集》，冊4，頁257-290）。
- 古偉瀛，2005，〈從宗教著述來看李春生的身分認同〉，《臺灣文學評論》，卷5期1，頁27-54。
- 古偉瀛，2011，〈以教代政─試論李春生的政教觀〉，李明輝（編），《近代東亞變局中的李春生》，頁67-92。臺北：臺灣大學出版中心。
- 古偉瀛，2011，〈從宗教著疏來看李春生的身分認同〉，李明輝（編），《近代東亞變局中的李春生》，頁93-128。臺北：臺灣大學出版中心。
- 古偉瀛，2011，〈義和團與臺灣：以李春生為中心〉，李明輝（編），《近代東亞變局中的李春生》，頁129-164。臺北：臺灣大學出版中心。
- 吳文星，1993，〈清末李春生的自強思想─以臺事議論為中心〉，《近代中國歷史人物論文集，頁873-889。臺北：中央研究院近代史研究所（收入《李春生的思想與時代》，頁110-138；《李春生著作集》，冊2，頁267-285）。
- 吳文星，1995，〈清末李春生的自強思想─以變革圖強議論為中心〉，《李春生的思想與時代》，頁140-163。臺北：正中（收入《李春生著作集》，冊2，頁287-302）。
- 吳光明（著）、陳俊宏、洪碧霞（譯），1995，〈李春生的基督教人生原則〉，《李春生的思想與時代》，頁42-68。臺北：正中（收入《李春生著作集》，冊３，頁337-355）。
- 吳文星，2005，〈李春生─白手起家的富豪思想家〉，《臺灣文學評論》，卷5期1，頁20-26。
- 李明輝，1999，〈轉化抑或對話？─李春生所理解的中國經典〉，《中央大學人文學報》，期20/21，頁133-174（收入《近代東亞變局中的李春生》，頁25-66）。
- 李明輝，1995，〈李春生東西哲衡及哲衡續編中的哲學思想〉，《李春生的思想與時代》，頁2-39。臺北：正中（收入《李春生著作集》，冊1，頁361-384）。
- 李明輝，2005，〈李春生與中國文化〉，《臺灣文學評論》，卷5期1，頁74-80。
- 李明輝，2011，〈李春生與儒家思想〉，《近代東亞變局中的李春生》，頁1-24。臺北：臺灣大學出版中心。
- 李明輝，2016，〈李春生論儒家與基督教〉，洪子偉（編），《存在交涉：日治時期的臺灣哲學》，頁43-60。臺北：聯經。
- 李黃臏，1997，〈李春生及其哲學思想研究〉，《國立臺灣師範大學國文研究所集刊》，卷41，頁191-430。
- 李黃臏，2000，〈虔敬上帝與追求富強─臺灣思想家李春生的哲學思想分析〉，《育達學報》，卷14，頁56-74。
- 周余霑，2016，〈基督教與中國傳統對李春生女性觀的影響〉，《新北大史學》，期19，頁45-57。
- 林淑慧，2005，〈清末臺灣政經思想─以文人論述為主軸〉，《第四屆臺灣文化國際學術研討會論文集：臺灣思想與臺灣主體性》，頁91-108。
- 林淑慧，2008，〈李春生東遊六十四日隨筆中的現代經驗及其體悟〉，《臺灣文學評論》，卷8期1，頁75-101。
- 林淑慧，2008，〈知識啟蒙與現代性─李春生主津新集的文化論述〉，《臺灣史料研究》，期31，頁45-65。
- 徐千惠，2003，〈日治時期臺人旅外遊記析論─以李春生、連橫、林獻堂、吳濁流遊記為分析場域〉，《國立臺灣師範大學國文研究所集刊》，期47，頁425-634。
- 張易臻，2012，〈旅遊文學中的政治思想及其時代背景轉變：以東遊六十四日隨筆與環球遊記為例〉，《史穗》，期5，頁101-127。
- 陳立家，2006，〈殖民統治下的協力關係─以李春生為例〉，《洄瀾春秋》，期3，頁81-103。
- 陳俊宏，1997，〈李春生與禮密臣的一段軼事：一八九五年日軍和平占領臺北城事件的發微〉，《臺北文獻直字》，期122，頁37-69（收入《近代東亞變局中的李春生》，頁213-236）。
- 陳俊宏，1998，〈臺灣第一書「主津新集」〉，《臺北文獻直字》，期126，頁35-75。
- 陳俊宏，1999，〈馬偕、李春生與禮密臣─跨世紀的際會與著作〉，《淡水牛津文藝》，期4，頁169-172。
- 陳俊宏，2000，〈李春生、李延禧與第一銀行〉，《淡水牛津文藝》，期8，頁156-173（收入《近代東亞變局中的李春生》，頁237-262）。
- 陳俊宏，2001，〈李春生與他的「東遊記」─介紹臺灣人所寫的第一遊記「東遊六十四日隨筆」〉，《臺灣文學評論》，卷1期2，頁119-131。
- 陳俊宏，2005，〈重新解讀李春生〉，《臺灣文學評論》，卷5期1，頁67-73。
- 陳俊宏，2008，〈加拿大北臺宣教的緣起─從兩封歷史性信函談起〉，《臺北文獻直字》，期163，頁125-142。
- 陳俊宏、李泰然、李家然，2000，〈「臺灣史話」─李春生、李延禧與第一銀行〉，《臺北文獻直字》，期134，頁203-229。
- 陳俊豪，2004，〈充滿茶香與福音的人生─茶葉大亨李春生〉，《少年臺灣》，期20，頁74-77。
- 曾立維，2014，〈日治初期李春生和總督府關係〉，《臺灣文獻》，別冊49，頁30-41。
- 黃俊傑，1994，〈李春生對天演論的批判及其思想史的定位─以「天演論書後」為中心〉，《國家科學委員會研究彙刊》，卷4期2 ，頁194-205。
- 黃俊傑，1995，〈李春生對天演論的批判及其思想史的定位─以天演論書後為中心〉，《李春生的思想與時代》，頁71-105。臺北：正中（收入《李春生著作集》，冊4，頁231-255）。
- 黃俊傑、古偉瀛，1995，〈新恩與舊義之間─李春生的國家認同之分析〉，《李春生的思想與時代》，頁217-256。臺北：正中（收入《李春生著作集》，冊4，頁291-318）。
- 黃俊傑，2005，〈李春生生命中的兩項抉擇〉，《臺灣文學評論》，卷5期1，頁55-66（收入《近代東亞變局中的李春生》，頁165-178）。
- 楊晉龍，2014，〈臺灣地區光復前基督徒的儒家經學傳播一斑─李春生著作中的詩經學訊息〉，《文與哲》，期24，頁153-192。
- 碧光，1980，〈我讀現代詩九論（李春生著）〉，《文藝月刊》，期135，頁13-17。
- 趙祐志，2001，〈甲午戰前李春生的「教戰」思想〉，《重高學報》，期4，頁103-138。
- 劉紀蕙，2005，〈一與多之間：李春生問題〉，《跨領域的臺灣文學學術研討會》。臺南：國家臺灣文學館（收入《近代東亞變局中的李春生》，頁179-212）。

#### 學位論文
- 何宗勳，2011，《李春生東遊六十四日隨筆研究》。臺中：中興大學臺灣文學與跨國文化研究所教師在職專班碩士論文。
- 李黃臏，1996，《李春生及其哲學思想研究》。臺北：臺灣師範大學國文研究所碩士論文。
- 洪碧霞，1994，《李春生中國化基督教思想之構造及其意義》。嘉義：中正大學歷史研究所碩士論文。

- 徐千惠，2002，〈日治時期臺人旅外遊記析論─以李春生、連橫、林獻堂、吳濁流遊記為分析場域〉。臺北：臺灣師範大學國文研究所碩士論文。

#### 其他
- 吳文星，1995，《清季李春生的自強思想：以臺事議論為中心》。臺北：行政院國家科學委員會研究獎勵代表作報告、臺灣師範大學歷史研究所。
- 李瑳瑳，2005，〈李春生先生年譜〉，《臺灣文學評論》，卷5期1，頁81-90。
- 林淑華（譯），1997，〈李春生小傳〉，《中國文哲研究通訊》，卷7期4 ，頁147-150。
- 邱奕松，1983，〈李春生（1838-1924）〉，《傳記文學》，卷42期6，頁144。
- 秦賢次，2000，〈由買辦致富的哲學家─李春生〉，《臺北畫刊》，期394，頁31。
- 婁子匡，1969，〈大稻埕名人李春生（臺澎人物傳）〉，《臺北文獻直字》，期6-8，頁169-171。
- 張季琳（譯），2011，〈林春生、辜顯榮敘勳奏章〉，《近代東亞變局中的李春生》，頁291-302。臺北：臺灣大學出版中心。
- 張季雅，2016，《異人茶跡》（1、2冊）。臺北：蓋亞文化。
- 莊永明，2005，〈臺茶拓銷先驅：李春生〉，《臺北畫刊》，期451，頁78-79。
- 莊永明，1989，〈反對「天演論」的稻江鉅商〉，《臺灣紀事》（上），頁68。臺北：時報文化。
- 龍應台、郭崇美，2002，〈李春生與大稻埕茶商發展座談會紀錄〉，《臺北文獻直字》，期142，頁1-25（收入《近代東亞變局中的李春生》，頁263-290）。

## 後代
李春生與元配妻子李鄭預才育有三子，分別為長子李景盛、次子李高盛、三子李添盛，其中長子李景盛與其妻李陳款育有李延齡、李延禧、李延緒（夭亡）、李延修、李延彬、李延旭等六子；次子李高盛育有李延坤、李延獻、李延綿三子；三子李添盛育有李延琛、李延榮、李延澤、李延弼、李延濤等五子，李春生總計有孫子十四人。